# Charles County
Charles County är ett administrativt område i delstaten Maryland, USA. År 2010 hade countyt 146 551 invånare (2010). Den administrativa huvudorten (county seat) är La Plata. 

## Geografi
Enligt United States Census Bureau har countyt en total area på 1 666 km². 1 194 km² av den arean är land och 472 km² är vatten. 

### Angränsande countyn
- Prince George's County - nord
- Fairfax County, Virginia - nordväst
- Calvert County - öst
- Stafford County, Virginia - väst
- Prince William County, Virginia - väst
- St. Mary's County - sydöst
- Westmoreland County, Virginia - sydöst
- King George County, Virginia - syd